# なつきクライシス
『なつきクライシス』は、鶴田洋久による日本の漫画作品。集英社の月刊『ベアーズクラブ』、のち『ビジネスジャンプ』に連載された、空手を使う女子高校生の活躍と成長を描くストーリー漫画である。著者・鶴田洋久のデビュー作であると同時に代表作であり、連載中にOVA並びにスーパーファミコン用ゲームにもなった。

## 概要
『ベアーズクラブ』平成2年1月号より連載開始、同誌での連載は平成3年6月号までの全18話を以って終了したが、『ビジネスジャンプ』平成3年10月8日増刊号にて読み切り1本を掲載、翌平成4年2号より連載を再開し、平成9年17号にて全117話、両誌合わせて全135話を以って完結した。この作品の第1話は本来、新人賞応募用の読切短編として持ち込まれたが、連載が決定し著者のデビュー作となった。
見かけはごく普通の女子高生である主人公・なつきが、得意の空手を使い様々な技を持つ格闘技使いらと闘う姿を描く、アクションシーンを主体とする漫画である。なつきは優れた技と運動能力で屈強な大男にも立ち向かい、しばしば迷いや挫折を克服しながら、仲間たちと共に成長を重ねていく。
体格も筋力もごく一般的な女子高生であるなつきに対して、対戦者はしばしば2m以上もある大男だったり、素手でコンクリートを破るなど超人的な腕力を持つ存在として描かれる。こうした演出について著者は、“「筋力や骨格の優位による強さ」に優る「練磨された技による強さ」が存在する”という主題を描くには少女の主人公が適していたため、と述べている。また、執筆に際して著者は、沖縄剛柔流の書籍を参考にしたり、心道流の著名な師範である宇城憲治へ2度の取材を行うなどしており、単なる格闘描写のみならず、「対すれば相和す」「和合の理」「他尊自信」といったそれら流派の持つ理念が度々強調されるのが特徴であった。
単行本化に際し、『ベアーズクラブ』収録分を納めた第1 - 3巻カバートビラには順に萩原一至、ジャッキー・チェン、円英智が推薦文を寄せている（第4巻以降は著者によるコメントを掲載）。

## あらすじ
私立剛柔高校空手部に所属する女子高生・貴澄なつきは、体格こそ普通の少女ながらも、主将・柳澤雅昭以外は男子部員さえ相手にならない腕前を持ち、弱いものいじめをする不良を撃退したり、空手の鍛錬に勤しむ日々を送っていた。
ある日、エリート高校である常東学園からの転校生として、高岡リナがやってくる。早速、彼女と親しくなったなつきだが、リナはレスリング技術の高さゆえに常東学園から選手生命を狙われていた。刺客を次々と撃退するリナに対し、常東学園は有数の実力を持つ男装の麗人・神取あきらを差し向ける。なつきは間一髪でリナを救出するも、柳澤とも因縁を持つ神取は、その愛弟子である彼女を狙い始める。やがて大挙し剛柔高校を襲った常東学園の学生らが見守る中、対決が始まる。突きや蹴りなどの打撃が通じない「発硬術」と、相手を頭から地面に叩きつける必殺技「マウンテンストーム」に苦戦するなつきだったが、後に「NGB」と呼ばれる技によって神取の撃退に成功した。
3年生になり、卒業した柳澤に代わり主将となったなつきは、部員らと共に公式大会への参加を始める。しかしそこには、勝つためには手段を選ばない者たちの野望が渦巻いていた。殊に常東学園は優秀な選手を傘下に集め、意に沿わぬ者には容赦なく刺客を送り込む。高い実力を示したなつきも注目され、転入を拒んだ結果、粛清の対象とされてしまう。しかし、その技によって神取や藤井辰馬、常東学園八傑士ら敵対者らとすら心を通わせるなつきは、危機（クライシス）を乗り越え、やがて常東学園校長・柳澤泰山の野望を挫き始める。

## 登場人物
※解説における各人物の呼称は、作中での通称に準ずる（概ね男性は姓、女性は名）。話数表記は掲載誌毎に異なるため、本項でもそれに従った（「クラッシュx」=『ベアーズクラブ』での掲載話数、「Actionx」=『ビジネスジャンプ』での掲載話数）。太字は複数回登場した人物及びしばしば使用された名称などである。

### 剛柔（ごうじゅう）高校
貴澄夏生（きすみ なつき）
この漫画の主人公。通称はひらがなで「なつき」。連載開始時は2年生の空手部員、『ビジネスジャンプ』連載時は3年生の主将。家族構成は心配性の大学教授の父と朗らかな母との3人で同居、他に親類として巨漢の医師・伊武勇（いぶ いさむ）と婚約中の姉・五紀（いつき）、常東学園に通う気弱な従兄弟・三沢光春（みさわ みつはる）が居る。大きな瞳とポニーテールにまとめた黒髪が特徴で、身長162cm、体重48kgの17歳。小学生の頃、当時大学で全国ベスト4の実力を持っていた五紀に憧れて空手を習い始め、剛柔高空手部入部までは目立つ成績を残しておらず高校1年の秋に初段となって以降は昇段試験も受けていないが、柳澤との出逢いによって常東学園が注目するほどの実力を身に付けた。体格も筋力もごく普通の少女だが、筋力に頼らない素早さで多彩な技を放ち、並みの男性はおろか、自分より遙かに大きな体格の格闘者にも立ち向かう。性格は明るく能天気、気が強くて負けず嫌い。女性ながらケンカ好きでカツアゲなどの現場に遭遇すると率先して介入し不良らを退散させたり、強い格闘者の技に（今まさに対戦中の相手であっても）興味を示したり、格闘家のポスターや生写真、ブロマイドを収集するなどの行動から、よく「ヘンな女」呼ばわりされ、空手の強さも相まって剛柔高校では有名人となっている。また、勝ち負けに執着せず、たとえ一度は拳を交えた相手でも、次に遭ったときに敵意が見えなければ素直に受け入れてしまう裏表の無さを持ち、リナや神取など格闘技への情熱を元々持つ相手とは対戦の中で心を通わせることができる。その反面、一つのことに囚われることも多々あり、神取との決戦では激情に駆られて自分を見失って苦戦を招いたり (Action17)、ひかるや長田の問題行動を受けて主将としての自信を無くしふさぎ込んだり (Action65)、坂田戦で受けた強い恐怖を払拭すべく常東学園への反撃を試みた中で遭遇した安蒜に対しても無謀な挑戦をする (Action106) といったこともあった。恋愛に関しては、クラッシュ1で交際中だった大沢（おおさわ）が遠藤に襲われた際に彼女を残して逃亡して以来、本堂や辰馬とデートしたことはあったが、少なくとも表面上はしばらく誰かを意識することは無かった。柳澤については当初は師であり「倒すべき目標」と語っていたが、彼と生徒会長・姫野保奈美（ひめの ほなみ）の親密な様子を見て女性らしさを意識したり（クラッシュ4）、彼が自分同様に優しい眼差しを送った神取に対し我を忘れるほど激昂するなど (Action16)、単なる師として以上の感情を窺わせることもあった。辰馬についても出逢ってしばらくは友人として以上の感情を持たなかったが、彼女を守るために日下と決死の闘いをしたり、坂田戦ではすんでのところで駆けつけ猛然と坂田に反撃を加えたり、常東高粛清部隊を闇討ち中に現れた安蒜から身体を張って彼女を逃がすなど身を挺して彼女を守ろうとする彼と接するうち、心を動かされていった。結局、帰国した柳澤と逢った彼女は自分の本当の気持ちに気づいたが、その恋の進展を見ずに物語は完結した。
NGB（エヌジーボンバー）
なつきが敵の懐にもぐり込み、相手の腹を目がけて打ち込む強烈な寸打（至近距離からの打撃）。初出は剛柔高校屋上でマウンテンストームを放とうとした神取に対して使用（クラッシュ12）。名称は当初、「なつきスペシャル」（クラッシュ14）とか「透徹拳・聖龍」（とうてつけん・せいりゅう）（クラッシュ17）と称したが、私立高校7校空手道対抗戦にて大東亜工業高の先鋒・火賀輝（ひが てる）を破った直後、リナによって名づけられた (Action9)。由来は、放つときの手の形状が谷啓のギャグに似ている点から「なつきガチョーンボンバー」を略したもの。強靭な下半身から生み出した波動を身体全体で増幅しながら手のひらに集め、相手の体内へと送り込む技で、神取など打撃では傷つかないまでに鍛え上げた相手の筋肉を貫いて内臓へ直に衝撃を与えることができる。反面、反動でなつき自身の首や頭部にも衝撃を及ぼし、連続使用すると威力が減衰し、遂には彼女自身を昏倒させてしまう。また、なつきの心理状態によって威力を発揮しなかったり、波動が手のひらに達する前に肩や腕を押さえ込まれたり、腕を伸ばしきるより早く相手と接した場合にはうまく発動しなかった。変形技として、サンダーマウンテンストームの際に掴まれた手首をほどくのに使ったり、手刀や掌打として打つ場合もあった。
柳澤雅昭（やなぎさわ まさあき）
なつきの先輩で、実質的な師でもある青年。常東学園校長・柳澤泰山と柔術家・鷹尾郁子（たかお いくこ）の息子で、父とは絶縁状態にあり、高校時代には母からも独立して一人暮らしをしていた。身長192cm・体重98kgの大男で、鋭い眼とこけた頬が特徴。連載開始時は剛柔高校3年生の空手部主将でクラッシュ18にて卒業し渡米、『ビジネスジャンプ』連載時はアメリカ合衆国にある「厳勇館」支部道場で指導員を務めている。大きな感情表現をせず口下手な性格。その一方、無類の強さを誇り、なつきの越えたい目標でもある。実際、彼は渡米期間が長く他の人物との対戦回数は多くないものの、遠藤（クラッシュ1）や本堂（クラッシュ6）、ビガロー（クラッシュ15）、辰馬（Action110、113）など、それぞれなつきを苦戦させた格闘者や、相撲部員（クラッシュ2）、神取を襲った暴漢 (Action15) など集団を相手にしても負けることが無かった（特殊な仕掛けによって間合いを見誤らせた鍋島次男（クラッシュ15）のみが唯一の例外）。幼少時代から父・泰山による大人相手の尋常ならざる武道教育を受け、泰山が開いた総合格闘塾「神道塾」（しんとうじゅく）でも15歳にして高段位者を脅かす実力を得ていた。この頃の彼はひたすら「勝つ」ことに執着し、その結果、練習相手であった恋人に自ら重傷を負わせてしまう。神取が期待した常東学園ではなく剛柔高校へ進学した理由がこの事件にあるかは定かでないが、このことから彼はなつきが入部するまで己の空手に恐怖を抱いており、周囲からも恐ろしげに見られていた。ところが彼の技を学ぼうと一途に励むなつきを見るうち、彼自身も恐怖を捨て、己の空手を自信に変えていった。なつきの彼への想いに対しては、彼もまた当初から彼女を心配したり（クラッシュ4など）、彼女の交際相手を気にする（クラッシュ1、クラッシュ6）などの素振りを見せ、その真意をリナに追及されるとしどろもどろになる面もあったが (Action116)、結局彼の気持ちが語られる前に物語は完結した。
藤井辰馬（ふじい たつま）
研修生として剛柔高校へ通う、常東学園日本拳法部所属の男子学生。まつ毛の鋭い眼が特徴で、熱血漢だが短気で我を忘れ易い性格。なつきを常東学園へ誘致する前提として彼女の実力を評価すべく、氷室によって西尾マリア（にしお マリア）と共に派遣された (Action31)。水商売で働く母親や強圧的な5人の姉、さらにマリアと、自分を取り巻く派手で奔放な女性への反発から「履く者の心を反映する」白無地のパンツに執着し、偶然出逢ったなつきがまさに白い下着を着けていたことから彼女に一目惚れ、なつきらのクラスへ編入され彼女を調査対象と知ってからも猛烈に交際を迫る。そんな彼の姿に嫉妬したマリアの罠にかけられたなつきを救おうと駆けつけるも、ナンパ男・宝田（たからだ）への執拗な攻撃を静止しようとしたなつきと対峙してしまう。最初こそなつきを女性と見て手加減し苦戦するが、なつきの実力を見抜くと本来の技で対戦し、離れた間合いから一瞬にして接近し同時に音速を越えて放つパンチ「魔破拳（マッハパンチ）」と、同様の勢いで衝撃波によるカマイタチすら起こす回し蹴り「辰巻蹴（たつまキック）」で、彼女を圧倒した。その後、彼となつきの距離が縮まることを快く思わないマリアによる、顔面や身体の筋肉形状を自在に変化させる針幻術師・嶄鬼（ざんき）を使った策で再びなつきと対立するが、闘いの最中に互いの矛盾点に気づき、彼女と芝居を打ってマリアの策を破った。この時点で1週間の研修期間を終え常東学園へ戻る予定だったが、氷室に調査期間の延長を嘆願する報告書を提出 (Action39)、結局最終話まで剛柔高校へ通った。彼のなつきへの想いは発端こそ「白無地の下着」という奇妙な性癖に始まったが、その実かなり強い想いであり、武藤が現れた直後には彼女に幻滅されるのを覚悟して自らの目的を明かしたり (Action45)、武藤の解放を訴えに行くなつきに校長の恐ろしさを知りながら同行したり (Action48)、しのぶに教えを請うてまで日下の彼女への襲撃を阻止しようと試みたり (Action70)、坂田戦で受けた恐怖から常東学園粛清部隊への闇討ちを始めたなつきに同行したばかりか安蒜を足止めし彼女だけでも逃がそうとする (Action106) など、度々わが身を捨ててなつきを守ろうとした。そうした行動も彼女の柳澤への想いには及ばず、諦めきれない想いを柳澤へぶつけたが、その闘いのさなか自分がこれまで真剣に打ち込めるものを持たなかったことに気づき、なつきらと同じ空手の道を志す決意をした (Action113)。なお、彼の通称は最初、なつきもマリアに倣って「たつまき」と呼んでいたが、後にひらがなで「たつま」と変化した。
高岡里奈（たかおか りな）
常東学園からの転校生で、なつきのクラスメート。セミロングの金髪とたれ眼、しばしば「俺（おれ）」を一人称とする男言葉を話すのが特徴で、通称はカタカナで「リナ」。常東学園で中学からのレスリングの師であり恋人でもあった武藤の選手生命を自ら絶ってしまったことに絶望、意欲を失って素行不良を理由に放校処分されたが、キャッチ・アズ・キャッチ・キャンスタイルレスリングの優れた使い手であるために自校への脅威となるのを恐れた氷室から選手生命を狙われ、刺客に追われていた。積極的に近づくなつきに反発を見せながらも拒絶はしなかったが、なつきとリナに不信感を持つ教頭に意を含められた英語教師・蝶野の陰謀によって対戦に及び、その最中にレスリングへの情熱を取り戻した（クラッシュ9）。その後レスリング部へ入部、いきなり全ての部員にフォール勝ちする強さを見せたが、氷室に差し向けられた神取の襲撃に遭い、間一髪でなつきに救出されるも左肩脱臼の重傷を負った（この傷はAction42までも影響の残るものだった）。それから再び大挙して剛柔高校を襲った神取の狙いがなつきと知った彼女は、折悪く保健室で休養中のなつきを小橋に託して神取に挑むが、体力差に敗れ、駆けつけたなつきの目前でマウンテンストームに倒れた（クラッシュ12）。リナは粗野な言動とは裏腹に友情に厚い性格で、以上のエピソードの他、私立高空手道対抗戦では剛柔高校選手らを闇討ちした大東亜工業高への復讐戦ににわか空手部員としてなつきと共に参戦して彼女の負担を減らし、敵の大将・沢村（さわむら）が使う「幻鉈岩斬錘」（げんしゃがんざんすい）の動きをなつきに見極めさせるべく敢えて技を受けたり (Action9)、旧知のレディース総長・山咲ちさと（やまざき ちさと）に絡み人質にされた際もちさととなつきを信じ続け (Action18)、かつての恋人・武藤が変わり果てた姿でなつきや赤石を襲った際には2人の仇を討つべく武藤と対峙しながらも彼の現状を慮り自分が倒される覚悟までした (Action53)。リナが武藤を忘れることは無かったが、レスリング部でただ1人自分と互角に近い技術を持つ主将・赤石公成（あかいし きみなり）とは親密な関係を築き、学園祭ではプロレス研究会主催のタッグマッチに揃って出場 (Action21) したり、夏休みのロードワークを共にしたり、スパーリング後に彼女が古傷を傷めたことに驚いて校外へ連れ出した彼とそのまま遊びに行ったり、なつきが赤石の悪口を言ってカマをかけると怒って反論するなど、憎からず思う気持ちをのぞかせた。武藤への想いは忘れられず、赤石からの告白は謝絶した (Action42) が、武藤を巡る一連のエピソード後も良き友人関係は続き、しばしば2人で行動したり、Last Actionでも大山校長と3人で焚き火を囲む姿が見られた。
小橋健太（こばし けんた）
なつきの1年後輩の男子空手部員。クラッシュ2にて当日入部したての1年生部員として初登場。リーゼント（ポンパドゥールスタイル）の髪型が特徴。硬派な考え方を持ち、女子であるなつきが男子部員をも恐れる実力を持つことに疑いを抱き、入学式の日に彼女が倒したという相撲部副将よりも格上の主将を倒すことにより実力を示そうと単身相撲部に乗り込むが惨敗、柳澤と共に救援に来たなつきが砕破の一撃で相撲部主将・来倒（きたお）を倒すのを間近に目撃し、彼女の実力を認めた。以来なつきを敬慕し、彼女に害意を見せる相手に向かっていった。本堂（クラッシュ6）や鍋島兄弟（クラッシュ15）、坂田 (Action96) などに手酷く敗れる場面も目立ったが、私立高空手道対抗戦では彼だけが大東亜工業の闇討ちを切り抜けたり（最終的には待ち伏せに遭い負傷した姿で吉岡に急を報せた＝Action8）、空手部と確執のある相撲部の主将・大関熊五郎（おおぜき くまごろう）をなつきの助言のもと倒したり (Action30)、合宿中の空手部員達を襲った柔術家の亡霊を辰馬と協力して退治したり (Action41) と、空手部員としては高い実力を持つ1人として描かれた。
本堂尚弥（ほんどう なおや）
なつきと同学年の男子生徒。女子生徒の注目を浴びる容姿端麗な優男である一方、交際相手を次々と替える女たらしでもある。クラッシュ5にて女子生徒の元交際相手に絡まれていたところを助けたなつきに眼をつけ口説こうとしたが、容易になびかない彼女に情熱を燃やす。実はテコンドーの優れた使い手でもあり、デートを条件にした野試合をなつきに挑んで彼女を破った（なつきによれば、柳澤以外で彼女を負かした最初の相手）。狙った女性への甘い態度とは裏腹に意に沿わない相手に容赦なく暴力を振るう粗暴な面をも隠し持ち、なつきを心配して尾行していた小橋に大怪我をさせ、さらには柳澤をも襲ったが、その最中に彼の本音を聞いたなつきに再戦を挑まれ敗北した。その後なつきにテコンドーの技を教え、空手部に入部こそしなかったもののしばしば顔を出していた。『ビジネスジャンプ』連載時には生徒会長に就任、空手部に顔を見せることは無く『ベアーズクラブ』掲載時よりも登場回数は減ったが、女癖の悪さは相変わらずで、テコンドーの技術は登場するたびに高まっていた。私立高空手道対抗戦では選手候補とされながらもなつきに迫ったため除外、観客として彼女らの応援をしていたが、行方不明の男子選手を探す中で小橋と共に船木・川田を救出するが、大東亜工業の大将・沢村の幻鉈岩斬錘に倒された (Action7)。しばらく後には教育実習で剛柔高校へ来た遠藤に迫られ、なつきを巻き込んで騒動を起こした (Action56)。いつも軽薄な言動が目立ったが、肝心な局面ではなつきらの良き協力者であった。
吉岡栄児（よしおか えいじ）
剛柔高校の新人美術教師 (Action2) で、空手部新顧問 (Action3)。当初は格闘技を野蛮と考え、なつきが女子ながら空手部主将なのは新入部員勧誘を目的とした人事と誤解して否定的な意見を述べたため、なつきとの間に反発を生んだ。大山校長の要請で空手部の顧問に就任すると「私闘の禁止」などを厳命、折りしも1年生部員・下田典子が遠藤に拉致されなつきに果たし状が届くが、実力で解決を図る彼女を制止し、かつての恩師の様に自らが身代わりとなって暴力に耐えることで相手を鎮め、解決に導こうとした。結局、無抵抗の吉岡となつきをいたぶるだけで飽き足らない遠藤がさらに下田へ矛先を向けたため、退部を覚悟したなつきの活躍により事態は収拾されたが、軟弱に見えた吉岡が実は信念に従って無抵抗を貫く姿をなつきが理解し、一方、身を捨てて部員を守ろうとしたなつきの姿に吉岡が恩師の教えを思い出したことにより、両者は和解した。その後も無意味な暴力は嫌ったが、私立高空手道対抗戦では大東亜工業高大将・沢村の攻撃に逃げ腰となったなつきを身を挺し庇った上で叱咤激励して奮起させたり (Action9)、行方不明になったリナを探すためなつきと共に暴走族との接触を試みたり (Action18)、結局は体力的についていけなかったものの彼女らを理解しようと自らも空手を始める（Action26、27）など、熱意ある行動が目立った。
鵜飼しのぶ（うかい しのぶ）
琉球舞踊の師範代で、後に剛柔高校空手部監督・師範となった25歳の美人女性。なつきが巌勇館館長の内田に空手部監督として推薦された空手家と誤って訪問した道場の責任者で (Action68)、一旦は監督の話も流れたが、その帰り道に絡んだ3人のチンピラを倒す様子を偶然通りかかった辰馬に目撃され、日下となつきとの対戦を阻止したい彼に指南を請われた。過去に空手（なつきらと同様の古流空手）を習得しており、辰馬の魔破拳を易々と回避して彼の欠点を指摘、彼と日下の対決にも立ち会った。その後、技術の高さを辰馬から聞いたなつきに改めて監督就任を依頼され、女子部員を納得させるため（実は彼女自身の要望で大山校長に仕組まれていた）全校生徒との対戦もほとんどクリア、なつきらを大いに感心させる技量を示したが、最後にあまりに無防備に近づく吉岡に呆気に取られ、無意味な闘いをやめるよう説得する彼に心奪われた (Action77)。以来、時おり彼とデートしたりしながら、空手部の師範を務めた。なお、彼女は「八傑士」や「柳澤」といった言葉に意味ありげな反応を見せることがあったが、彼女自身の「こうした伏線は後々語られる」(Action113) との言葉に反して彼女と常東学園（または柳澤校長）との関係は語られることなく物語は終わっている。
大山校長（おおやまこうちょう）/主な教員
大山校長は、頭髪の禿げ上がった彫りの深い顔立ちと関西弁が特徴の初老の人物で、（見かけ上の）年齢の割にはたくましい肉体を持つ。運営方針として剛柔高校を自主性尊重の自由な校風とし、なつきらの良き理解者でもあり、本来ならば処分を受けそうな騒動も大らかに見逃したり（クラッシュ9での教頭の弁）、そうした騒動を自ら煽ることもある（Action77など）。また、私立高空手道対抗戦では大東亜工業校長に対しなつき・リナによる復讐戦を認めさせ、それに先駆け「殴り込みは派手な方が良い」としてなつきに真っ赤な道着を与えた (Action8)。この赤い道着は作中では当該復讐戦と神取との決戦 (Action17) に際して着用されたのみだが、彼女の特徴的な衣装として単行本では当該エピソードが収録された4 - 6巻の他に12巻カバーにも描かれた他、後述の（この道着を渡される以前のエピソードを扱う）ゲームでも彼女の衣装として扱われた。イヤミ教頭は、撫で付けた髪型と尖った眼鏡・耳と蝶ネクタイ、それに語尾に「-ざんす」が特徴の人物。校長とは正反対に風紀に厳しく、なつきやリナの素行を問題視し、ことあるごとに彼女らを退学や留年させる機会を伺う（クラッシュ9、Action20など）。「イヤミ」が本名かあだ名かは不明（Action18などで面と向かって「イヤミ教頭」と呼ばれ平然と会話する場面がある）。蝶野正彦（ちょうの まさひこ）は、口ひげを生やした筋肉質な体格の英語教師。誤りを生徒に指摘されても自分が正しいと言い張る横暴な男で、臨時に受け持った体育の際の言い争いからなつきと対戦することとなり、敗れた（クラッシュ3）。リナ転入後には教頭の意向に従い、なつきとリナを争わせて写真を隠し撮りし、彼女らを退学させる証拠にしようとした（クラッシュ9）。以後、彼女らの言動にうろたえる教師として登場した（クラッシュ16、17、Action100など）。
楼部治程（ろうぶ はるほど）/その他のレギュラーキャラクター
楼部（クラッシュ2など一部では「楼武」）は、なつきのクラスメートでもある男子空手部員で、染めた坊主頭が特徴。空手部員としてはなつきとの組手を避けたがる男子部員として描かれる一方、勉強はできるようで彼女から試験問題予想を依頼される（クラッシュ10）。私立高対抗戦では大将を務め1回戦を勝ち進むが、直後に大東亜工業の闇討ちに遭い負傷した (Action6)。以後も彼を中心とするエピソードは無く目立たなかったが、柳澤の同期である青須（あおす）らと共にクラッシュ2以降最終話まで主要な空手部員として登場、終盤ではなつきに代わって部員を指導する姿も描かれた（Action113、Last Action）。彼と共に私立高対抗戦に出場した際に名前を示された部員として、レスリング部主将・赤石のクラスメートでもある長髪の船木優（ふなき まさる）、細い目と角ばったエラの鈴木稔司（すずき ねんじ）、背が低めで大きな目の川田年史（かわた としふみ）といった男子部員、染めたショートカットの酒井萌子（さかい もえこ）、大会前には遠藤に囚われたこともある (Action3) 真ん中分けのセミロングの髪の下田典子（しもだ のりこ）、長身でポニーテイルの原田久美子（はらだ くみこ）、髪を2つのシニヨンにまとめた渡辺満里江（わたなべ まりえ）といった女子部員らが主要な部員として当該大会前後から最終話まで登場した。また、後には本堂にふられた1年生として登場し (Action56) 誤解による嫉妬からなつきを思わぬ危機に陥れた (Action60) 一方、彼女の「型」重視の練習を忠実に行い自信を無くしたなつきを勇気付けた、そばかすと舌足らずな話し方の西村ひかる（にしむら ひかる）や、女子生徒の注目を浴びたくてたくましい肉体や即興的な強さを求めた結果、日下に利用された (Action61) 長田（おさだ ※名は不明）なども初登場以来、最後まで描かれた。空手部員以外では、なつき達のクラスメートでハンバーガーショップのオーナーを父に持つ (Action11) 底真出優香（そこまで ゆうか）がクラッシュ4以降の教室での場面でなつきらの親友として登場した。剛柔高校関係者以外では、柳澤やなつきが通う空手道場「厳勇館」（げんゆうかん）の師範・内田勝男（読み不詳）が柳澤やなつきの相談相手としてしばしば登場した。

### 常東（じょうとう）学園
神取あきら（かんどり あきら）
常東学園有数の格闘家である新格闘技部主将。中学時代には全日本女子柔道選手権を制し、さらに神道塾での修練を積んでおり、関節技を中心に数多くの技を持つ。短い頭髪と男子制服で男装し、女性ながらもクッキリと割れた腹筋など筋肉質な肉体が特徴。氷室より粛清部隊を撃退し続けるリナの粛清命令を受け、剛柔高校へ乗り込み左肩を脱臼させるほどの重傷を負わせたが、駆けつけたなつきとの一瞬の攻防から彼女の技術に注目、さらに柳澤の弟子でもあるなつきを狙い始めた（クラッシュ10）。リナを襲った夜の対戦は柳澤により中断させられたが、ほどなく氷室や佐竹を含む大勢を率いて剛柔高校を襲撃、折悪く休養中のなつきを庇おうと挑んだリナをマウンテンストームで沈黙させ、憎しみに燃えるなつきと対戦した。俊敏さで勝るなつきに対し、洗練された筋繊維と呼吸法とで肉体を鋼の様に硬くする「発硬術」（はっこうじゅつ）によって打撃を全く通用させず彼女を圧倒するが、マウンテンストームの一瞬の隙をついてなつきが放った技（後のNGB）に敗れた（クラッシュ12）。その後、敗北の悪夢に襲われ続け復讐に燃える彼女は、接近戦に強いなつきに対抗すべく打撃系格闘技を修練して体捌きを会得し、囮を使ってNGBをもう一度直接見極めようとしたが、なつきを眼にした彼女は歯止めが利かず、その場で襲い掛かった (Action12)。戦意の無い彼女に攻撃を加えて挑発、なつきのNGBを破るとサンダーマウンテンストームで決着をつけようとした。柳澤の乱入とリナ・小橋・楼部の活躍でなつきは救出されたが、それで収まらない神取が部員達に当り散らした結果、自身の知らぬ間に部員らの恨みを買ってしまう。後日、副将・栗巣怒留真（くりす どるま）率いる一団に剛柔高空手部を襲わせ、駆けつけたなつきに果たし状を突きつけた (Action16)。決戦の日、激情に駆られて技に精彩を欠くなつきに対し優勢に闘いを進め、あと一歩まで追い詰めたが、柳澤が見せた三戦の姿から「己の内面を見つめなおす」という意味を思い出し落ち着きを取り戻した彼女に反撃を受ける。なつき主導の闘いは、神取が刺し違える覚悟で放ったTMSを破られた直後、NGBによって決着がついた (Action17)。神取はもともと財閥社長の父を持つわがままで意地っ張りな令嬢だったが、跡取りである弟にばかり注目する父の関心を惹きたくて柔道を始めた。それでも父に顧みられなかった孤独感からさらに柔道に打ち込んだ彼女は、通い始めた神道塾で柳澤と出逢い、その絶対的な強さに惹かれたが、当時「強さ」に邁進していた彼について行くために彼女は女性であることを捨て、最強の格闘家を共に志した。ところが、柳澤は彼女の期待した（最強の空手部を持つ）常東学園へは進学せず、彼女から去ってしまう。再び孤独となった神取は、ただ一人「最強」を求め続け、そうした中で出逢ったのがなつきであった。決戦が終わった後、なつきの眼（正確にはまぶた）を傷つけた狙撃が、自分への援護ではなく、恨みを持つ部員からの彼女自身への報復であったことを知り、再び孤独感に陥ろうとしたが、それを悟ったなつきが再戦を要求するのを聞き、自らも視界を絶って対戦し彼女と心を通わせた。これ以後、建前は従前同様に「打倒 貴澄なつき」を掲げながらも彼女に危害を加える敵ではなく彼女との対戦自体を楽しみにする良きライバルとなり、剛柔高校学園祭のプロレスタッグマッチに佐竹と共に出場し (Action21)、セミプロ選手を交えた主催チームの卑怯な戦法に苦戦するなつき・小川（なつきとタッグを組んだプロレス研究会部員）をリナと共に救援したり (Action23)、姑息な技を使う八傑士候補・荒谷練司（あらや れんじ）の襲撃に苦戦するなつき・辰馬を救出し (Action103)、その礼に訪れたなつきにいきなり挑むなどした (Action114)。一方で強さへの拘りも無くなり、八傑士 (Action102) や特務科昇級、内弟子などの機会を全て辞退し、束縛を絶って常東学園を後にした (Action114)。Last Actionでは、男装ではない衣装を着て佐竹を伴い歩く姿が描かれている。
マウンテンストーム/サンダーマウンテンストーム (TMS)
神取が最も得意とする「必殺技」。マウンテンストームは、相手の腕を死角に捌いて取り片腕を極めて動けなくした上で背中合わせの体勢から足腰を使って相手を跳ね上げ、そのまま地面へ叩き付ける技で、受けた者は極められた腕と頭部に深刻な傷を負う。ただし、受け手の片腕が自由であり受け手が自ら跳ぶことで衝撃を軽減できる点と、極めた腕をかいくぐる一瞬の隙が難点であり、改良されたサンダーマウンテンストームでは相手の両腕を極め、背中合わせに腕を大きく広げさせた状態で腰を跳ね上げて地面へと落とす脱出不能な技へと発展している。なお、サンダーマウンテンストームの漢字表記は「雷山嵐」とあるものの、マウンテンストームは、実在する山嵐とは受け手の身体の向きが異なる。
佐竹聡行（さたけ としゆき）
常東学園空手部主将で、神取の幼馴染でもある男子学生。全国学生空手選手権3連覇の実力者。最初は打倒なつきに燃える神取の練習相手として登場（クラッシュ11）、続いて大勢を率いて剛柔高校を襲った神取に従い、柳澤を足止めする役割を担った（クラッシュ12）。その後もなつきへの復讐を狙う神取と行動を共にしたが (Action12) 必ずしも彼女と同じ立場ではなく、むしろ柳澤を失った孤独感から「強さ」に固執してしまった彼女を救うことを考えており、リナとなつきに事情を明かした上でその救済を願った。なつきと神取との決戦 (Action17) では柳澤と共にその行方を見守り、その終盤にはどさくさ紛れに神取を狙った副将・栗巣の陰謀を暴き、リナや剛柔高空手部員と共に茫然自失の神取を守った。
武藤慶司（むとう けいじ）
リナのレスリングの師であり恋人でもあった、常東学園レスリング部元主将。最初は、リナの回想にて彼女自身の手で選手生命を絶たれた人物として描かれた（クラッシュ9）。当時はソフトリーゼントスタイルの髪型が特徴のスポーツマンシップ溢れる好青年だったが、レスリング部の体質に疑問を持ち主将就任を機に改革を企図したことが学園の方針に反したため「粛清」の対象となり、予め部員による暴行を受けた状態で何も知らないリナとスパーリングをさせられ、彼女に類を及ぼさぬよう苦痛に耐え対戦を続けた結果、膝の靱帯を切断して退部となり、その後は行方不明となっていた。しばらく後、乱れた髪と顔面に大きな斜め傷が走る容貌となって白昼の剛柔高校でなつきの前に現れ、無言の威圧感で彼女を釘付けにした (Action43)。彼はこのとき、氷室の指示でなつきを常東学園へ勧誘する前提として実力を調査、即ち辰馬が最初に受けたと同じ役目を負っていたが、これは辰馬では力不足と考えた柳澤校長に手配されたものだった。その午後にはリナについて詰問する赤石を挑発、向かってきた彼の攻撃を捌くと同時に肘関節を折り、直後に追ってきたリナとも対戦した。その夜、校長を訪ねたなつきを追うリナの前に立ちふさがり、再び彼女と対決した。彼は、選手生命を絶たれた後もその才能を惜しむ学園により人格を変える洗脳を受けた結果、学園の望んだ「方針通りに動く優秀な格闘家」となる代わりに感情を失ってひたすら命令を実行するだけの「奴隷」と化していた。また、神道塾にて鍛えられた俊敏性や技でリナを圧倒するが、闘う中で苦痛に耐えるリナの姿からかつて彼女を大切に思っていた自分を思い出しかけた。雅の命令でなおも闘おうとしたが、赤石の激励に奮起したリナに破れ、彼女に礼を述べつつまぶたを閉じた。その後はなつきが戒那に勝ったことや、武藤自身がリナに敗れて学園の役に立たないと看做され常東学園から解放されたらしく、長い入院の後、Last Actionでは元の姿で子供たちにレスリングを指導する姿が描かれた。なお、リナが登場時から乗っていたバイク（ホンダNS400R）はかつて武藤の愛車だったが、Action48で武藤自身によって破壊された。
戒那虎太郎（かいな こたろう）
八傑士（はつけつし）の一人で、釵（サイ）の使い手であり、自ら工夫を加えた沖縄空手をも使う。なつきが武藤の解放と自分の転入辞退を申し入れに柳澤校長を訪ねた際 (Action48)、校長の居る「神闘館」の門にて、釵を用いてなつきや辰馬が気づかぬ素早さで彼女のスカートを切り裂き、2人を阻んだ。校長に招き入れられたなつきが用件を伝えた後、建物の外でリナが武藤と闘い始めたのを目撃し救援に向かおうとする彼女を妨害、校長の命令を受け素手で彼女と対戦した。なつきを凌駕する攻撃力と俊敏さ、巧妙な駆け引きで彼女を圧倒し、特殊な鍛錬で鍛えた150kgwという驚異的な握力で彼女の両手の機能を奪ったが、彼の攻撃に一定の癖を見出したなつきの二段構えのフェイントを使った蹴りを受けて倒れた。しばらく後 (Action115)、以前は逆立てていた髪を下ろした姿でなつき・辰馬の前に現れ、彼女に技の指南を請うた。実はこのとき、柳澤校長から彼女の粛清を厳命され、彼女らに友好的に近づくふりをして油断させ、事故を装って致命傷を与える意図を持っていた。しかし、なつきの指導を受けるうちに使命よりも彼女の使う「型」主体の技に心を奪われてしまった。その帰り、辰馬との会話から「他尊自信」を感じさせる彼女の人柄を知り、その礼として彼に安蒜による粛清計画を明かした。以後なつき同様に型の練習を始めた様子がLast Actionに描かれ、安蒜との闘いで失神したなつきの夢の中で彼女を励ます格闘者の1人としても描かれた。
日下遼一（くさか りょういち）
八傑士の一人で、籠内（かごのうち）流柔術道場主。男性ながら肩に届く長い髪と「僕（ぼく）」を一人称とする丁寧な言葉遣いが特徴。最初は女子生徒の注目を浴びようと強さにこだわる剛柔高空手部員・長田（おさだ）の前に現れ、彼に（本来は坂田の技である）「トラッピング」を教え、ストリートファイトをけしかけた (Action62)。またある夜、長田の乱行を静止すべくなつきが彼を取り押さえたところへ再び現れ、彼女の攻撃を捌いた上で武道の本質は自己顕示欲を満たす暴力に過ぎないと説いた (Action64)。彼はこのとき柳澤校長からなつきの粛清を命じられていたが、他校の女子生徒に対し八傑士たる自分を差し向ける真意を計りかね、長田を通じて起こるトラブルに彼女がどう応じるかを観察した上で「なつきは、空手部という狭い領域の中で都合の良い理想論を盾に独占的に最強を守り続ける偽善者である」という理由を導き出し、妹・朱海（あけみ）を通じて彼女に果たし状を差し向けた (Action70)。決闘の日 (Action72)、約束の場へ向かうのを妨害した辰馬を巧みに挑発して逆上させ、彼の攻撃をことごとくかわして圧倒的な技術の差を見せつけ、辰馬が倒れたところでなつきとの決闘に向かおうとしたが、実は果たし状が彼によってなつきに渡らなくなっていたことを知り、辰馬を粛清しようとする。やはり辰馬を遙かに凌ぐ技で彼の攻撃を全く寄せ付けず、止めを刺そうとするが、そのとき口にした本音を聞いた朱海が攻撃を阻止、自分が籠内流の真意を誤っていたことを知る。籠内流はかつて御留流（おとめりゅう＝藩外不出の秘密武術）でありながら神技とも言われる武術だったが、その本意は「まず争いを避け、相手をも傷つけぬよう生き延びる術を見出す」ことであり、彼らの父もそのため他人に技を見せなかった。それを弱さと見た遼一は、同流の伝統に目をつけた柳澤校長の教えにより、強さを誇示することこそが武術との認識を得ていた。妹にその誤りを指摘されると流派を捨て強さに生きることを宣言したが、リナの伝言を受けてちょうど駆けつけたなつきに襲い掛かろうとしたとき、立ちはだかった辰馬の無心の一撃を受けて倒れた。この後、流派の真意や自分の生き方を改めて問い直したようで、後 (Action83) に光瀬真弓と共に坂田らに暴行を受けかけたなつきを救出、さらに後 (Action90) には坂田の凶行をなつきに知らせるべく重傷の身で剛柔高校を訪れ、しのぶと共になつきの居るスポーツセンターへ向かう車中で「藤井となつきには大きな借りがある」と独白している (Action95)。また、Last Actionでも、気絶したなつきを夢の中で朱海や他の格闘者らと共に励ました。
ルドルフ坂田（ルドルフさかた）
八傑士の一人で、ドイツ系アメリカ人と日本人のハーフ。日下によると「体を動かす事に関する天才」、柳澤校長からも「常東学園に集う格闘者の中でもズバ抜けた才能を持つ」と評される人物。その一方、激情家で気まぐれな性格。最初はなつき、長田と誠闘会館門人との乱闘を日下と共に望見する人物として登場 (Action66)。その後、優秀な格闘技選手を学校ごと常東学園に取り込む対抗戦チームの責任者となったが (Action78)、光瀬真弓を標的とした三遷高校との試合を気まぐれに放棄、なつきの介入もあって同校の合併に失敗し、その責任を問われ八傑士を降格されたばかりか、雅の足を舐めさせられる屈辱を味わった。自尊心をひどく傷つけられた彼は、これを三遷高戦に介入したなつきと、常東学園に偵察に来た真弓・なつきを逃がした日下のせいと逆恨みし、まずは籠内道場を襲って日下らに重傷を負わせ、新入部員・香坂詩織（こうさか しおり）の招きで剛柔高空手部員らが訪れたスポーツクラブ内でなつき達を襲撃した。最初は力任せな攻撃をしてなつきに翻弄されたが、詩織の乱入でNGBが不発に終わったのを契機に豹変、なつきを圧倒し始める。坂田はビデオや書籍から独学した截拳道を使い、突きなどで出される相手の腕や足そのものを攻撃しながら間合いを詰める接近戦法「トラッピング」を得意とし、防御を取り払った相手にわずかな距離から強烈な一撃を加える「ワンインチパンチ」を持つ。また、彼は驚異的な学習能力を持ち、それまで知らなかった運足（武道に於ける足運び）さえ、直前に対戦した日下や、まさに対戦中のなつきの動きから会得して見せた。接近戦を得意とするなつきにとり最悪の相手であり、彼女を完膚なきまでに圧倒、戦意を喪失させ遂には死の恐怖を味わわせた。実際、部員を痛めつけておびき出したなつきの顔を水中に押えつけ溺死させようとしたが、間一髪で駆けつけた辰馬と、日下・しのぶに阻止され、最後はなつきによって放たれた起死回生のNGB5連発で失神、なおも立ち上がったところを日下にビルから突き落とされ大怪我を負って退散した。警察の到着を恐れ逃げる途中、自分が既に常東学園の後ろ盾を失ったことを雅から告げられ、バイクで逃走するが、ブレーキが壊されており交差点に突入したところで大型車と衝突、消息不明となった（Last Actionにて病院で看護士をからかう姿が描かれ、生きていたことが判明した）。また、彼との対戦はなつきの心に強い恐怖として残り、彼女に空手部からの退部を決意させるに至った。
安蒜海司（あんびる かいじ）
八傑士の一人で、柳澤をも軽く上回る巨漢。乱れた髪と顔に横一文字の傷が特徴。特に技は持たないが、並外れた腕力と頑健さ、巨体に似合わぬ俊敏性、そして何より柳澤校長への絶対的な忠誠心から来る執念深さによって、日下や坂田すら恐れさせた人物。最初は、武藤の解放を申し入れになつきが柳澤校長を訪ねた際、校長の居る部屋の門番をしており、なつきと戒那との闘いに介入しようとした辰馬を一撃で沈黙させた (Action49)。その後、坂田戦後に変装してトンファーを使い常東学園粛清部隊を闇討ち（作中の表現では「辻斬り」）していたなつき・辰馬の前に現れ、2人の正体を暴こうとした (Action106)。さらに後、一時帰国した柳澤がアメリカへ帰る日、駅へと急ぐなつきに襲いかかった (Action116)。体格や素早さ・凶暴性などが坂田を髣髴とさせ、なつきに再び空手への恐怖を抱かせたが、階下へ落とされ失神した際に夢の中で柳澤やこれまで関わった格闘家らの励ましを受け、「他尊自信」の精神を持つ本来の姿に立ち直ったなつきに猛烈な反撃を受ける。廃ビルでの対戦中、崩れた足場から落ちそうになるのを彼女に食い止められ、さらに鉄骨が頭上から降り注ぐ中、共に落下するなつきによって建物内に蹴り込まれ、命を救われた。こうした経緯から彼もなつきらと和解したらしく、Last Actionではなつきや辰馬、柳澤らとにこやかに写真に収まる姿や、プロレス関係者らしき前で笑う姿が描かれた。彼は物語上、なつきの最後の対戦者であり、Action69にて影として8名示された八傑士の残り4名は少なくとも表向きには登場しなかった。
氷室狂太郎（ひむろ きょうたろう）
常東学園生徒会長。最初は、常東学園を放校処分となったリナに対し粛清部隊を差し向けた黒幕として登場した（クラッシュ8）。レスリングへの意欲こそ失っていたが本来は優秀な選手であるリナが他校で再び活躍すれば、エリートのための学園であるべき自校選手の大会成績が脅かされると懸念、「上」と書かれた覆面を着けた「粛清部隊」を数度にわたって差し向け、彼らがことごとく失敗すると神取に彼女の粛清を命じ、神取が2度目に大挙して剛柔高校を襲った際には大山校長に対して事態を表沙汰にせぬよう恫喝した（クラッシュ12）。彼自身が何らかの武術を使う描写は無く、体格なども一般的で言葉遣いも丁寧だが、涼しげに他者を威圧し畏怖させる。神取がなつきに敗れて（クラッシュ12）しばらくは登場しなかったが、その間になつきの技術力に目をつけたらしく辰馬・マリアに彼女の調査を命じた (Action31)。さらに後、柳澤校長に対しなつき勧誘について進言、辰馬に代わる手駒として武藤を授かった (Action43)。これ以降、大筋の物語における黒幕的役割を同話初登場であった柳澤校長に譲り、空席となった八傑士候補としての神取と荒谷練司との試合を柳澤校長の隣で見守ったのを最後に出番を終えた。なお、単行本11巻180ページ「STUDIO COCOBATT大放談!!」では、当初の使命から外れなつきの味方として常東学園の方針と対立する辰馬が特に粛清などを受けない点について著者は、氷室が何らかの思惑を持ち彼を放っておいている旨を述べていたが、最終話まで氷室自身の思惑について語られることは無かった。
柳澤泰山（やなぎさわ たいざん）
常東学園校長兼神道塾塾長、そして柳澤の実父（ただし絶縁状態）である。白髪の混じる頭髪に息子とよく似た鋭い眼とこけた頬をした初老の男性で、常に和服を着、学園内では道場にて日本刀を佩く。辰馬によれば「数々の武術を極め、多くの他流試合でも負けたことがない“無敗の鬼”」(Action48)。また、彼自身が闘う姿は全く描かれなかったものの、辰馬の魔破拳をはじめ息子・雅昭（ひいては弟子のなつきも）が使う一部の技を彼が教授したとされる。学力や運動に長けた学生、とりわけ優れた武術選手を誘致し、試合においては判定勝ちを認めず「相手を倒して勝つ」ことに強いこだわりを持つ。意に沿わぬ者には容赦せず、誘致に応じない学生を学校ごと合併したり、自らの誘いに乗らぬばかりか計画を挫いたなつきに対して次々と刺客を送り込むなど傲慢で冷酷かつ非情な性格だが、なつきが戒那に勝った際には彼女をそのまま解放し以後は武藤にも手を出さないなど、卑劣さは持たなかった。Action48以降、常東学園の黒幕として度々登場しながら、その真意など多くの部分は明かされなかった（Action104では神取さえ「校長が10代の格闘エキスパートを集めている理由はわからない」と述べている）。柳澤校長のそばには雅（みやび）という妖艶な女子学生が仕えており、Action69において示された八傑士の中に彼女とよく似た影が描かれたり、裾に刃物を仕込んだ長いスカートを翻し敵を切り裂く技を見せたりしたが (Action53)、こちらも柳澤校長同様に正体など不明のまま終わっている。

### その他
※剛柔高校、常東学園関係者以外の登場人物。
遠藤攻吉郎（えんどう こうきちろう）
身長2m20cmを越すおかまのムエタイ使い。クラッシュ1にて初登場、先だって子分たる不良たちを撃退したなつきに対する意趣返しに現れた。この際、巨体に似合わぬ俊敏さとなつきの攻撃を全く受け付けない頑健さとで彼女を翻弄するが、通りかかった柳澤の蹴り一発で形勢が逆転、逃げようとしたところへなつきの肘打ちと膝蹴りを受けて倒された。一年後、「死ね死ね団」と名乗る一団を率いて下田典子を人質に取り、なつきに復讐を試みるが、NGBの前に敗退した (Action3)。さらに後には教育実習生としてなつきらのクラスに赴任、当初なつきとすぐに闘う気は無かったが、彼に見初められ強引に迫られた本堂がなつきを恋人として装ったため、彼女を排除しようと考えた (Action56)。折りしもひかるの策略でノーパンのまま闘うことになり蹴りを封じられてNGBさえ十分な威力を発揮できないなつきを追い詰めたが、ひかるの援護を受けた彼女の蹴りを受け転倒、起き上がった直後に彼女の器の大きさを思わせる幻影を見て負けを認めた。それから彼女に心酔したらしく「姉御」とつきまとう様子が描かれ、LastAction（最終話）で失神したなつきの夢の中で彼女を励ます一人として描かれている。
鍋島兄弟（なべしまきょうだい）
神道塾支部長でありオールバックの髪型が特徴の長男・和男（かずお）、長髪とマントが特徴の次男・次男（つぐお）、口ひげを生やした巨漢で「ビガロー」こと美我郎（びがろう）の3兄弟。和男は沖縄唐手の秘伝書を奪うため、次男はかつて神道塾にて同門だった柳澤との頂点争いに敗れた復讐のため、ビガローは自らの強さを示すため、柳澤を狙って繰り返しなつきらを襲撃した。ビガローはなつきスペシャル（後のNGB）を受けても倒れない頑丈さでなつきを圧倒、彼女を人質に誘き出した柳澤を襲うもほとんど歯が立たず敗退、直後に襲い掛かった次男による予測を越える間合いからの攻撃で柳澤は重傷を負った。その後、和男と次男は剛柔高空手部を襲い、遅れてきたなつきと闘うが、和男は彼女が柳澤の母から伝授された鷹尾流柔術の前に技を封殺され、続いてなつきを追い詰めた次男も、ビガローの乱入によって形勢を覆され、彼女の勢いに思わず退くという彼にとり屈辱的な結果となってしまう。この闘いで沖縄唐手の秘伝書が柳澤の実家にあると確信した和男は次男と共に鷹尾郁子を襲撃、次男は、彼に恋人・千堂アキ（せんどう アキ）を奪われ救援を請うビガローと共に駆けつけたなつきと対決した。マントに隠した腕から高速で鞭を打ち出し敵に間合いを誤らせる技「劈掛弾鞭斬」（ひかだんべんざん）をなつきの戦術に破られながらも驚異的な速さで彼女を追い詰めたが、鷹尾の「対すれば相和す」の教えを思い出したなつきの反撃を受け、透徹拳・聖龍（後のNGB）により撃退された。彼らのエピソードは1話完結が主だった『ベアーズクラブ』時代にあって神取編（クラッシュ10 - 13）と並ぶ4話（クラッシュ14 - 17）に渡って掲載され、『ビジネスジャンプ』時代に再登場は無かったものの、最終話でなつきの夢にビガローが登場し、また後述のゲームにも次男とビガローが登場する。
山城 (やましろ)
神取家の執事。幼少時からあきらを可愛がっており、家庭内での彼女の唯一の理解者でもある。
神取社長 (かみとりしゃちょう)
神取あきらの父で、コンツェルンの社長。あきらが闇討ちにあった直後に父娘の一対一の話し合いを試みる、娘の武術がおかしな方向に向かいつつあることが闇討ちの原因であることを看過するなど、父親としての愛情や責任感を持ち合わせてはいるが、子供達に学力重視の自分の価値観を押し付け、勉強家の息子の方を高く評価する悪癖があるため、更に娘を頑なな態度にさせる悪循環に陥っていた。あきらが自分の諫言を聞き入れないばかりか、コンツェルンの美術館とスポーツスタジアムを無断使用して億単位の器物破壊を引き起こしたことで親子の縁を切ることを考えるまでに激怒・絶望するが、山城に自身も娘を理解しようとする姿勢が足りなかったことを指摘された上で、憎悪から解き放たれたあきらの武術の美しさに感動したことから、父としての自分の至らなさを反省した。
光瀬真弓（みつせ まゆみ）
常東学園から合併を賭けて試合を挑まれた三遷（さんせん）高校の生徒会長。なつきを感心させるほどの合気道の使い手だが、格闘技を暴力として恐怖と嫌悪を感じていた。剛柔高校から応援として派遣されたなつきが自校を代表する男子学生をも凌駕する実力を持つことに内心嫉妬し彼女を困らせようと一計を案じた真弓は、誤算から常東学園への偵察に同行することとなる。なつきを変装させ共に潜入した真弓だったが、実は常東学園の狙いは彼女自身にあり面体が知られていたため、坂田にあっさり正体を見破られてしまう。暴行を受けそうになりながらも自らとの約束に準じて手を出さなかったなつきに己を恥じた彼女は、自ら先鋒として対抗戦に出場、常東の先鋒・寺嶋（てらしま）を破った。彼女が関わったのはAction79 - 85に描かれた上述のエピソードのみだが、LastAction（最終話）ではなつきの夢の中で彼女を励ます一人として登場、その後に他の学生に合気道を指導する様子が描かれた他、第17巻のカバーにもなつき、リナ、神取と共に描かれた。

## 書誌情報

### 単行本
集英社ヤングジャンプ・コミックスより発売された。
1. （1991年1月発売）ISBN 9784088616414
2. （1991年5月発売）ISBN 9784088616421
3. （1991年7月発売）ISBN 9784088616438
4. （1992年8月発売）ISBN 9784088616445
5. （1993年2月発売）ISBN 9784088616452
6. （1993年12月発売）ISBN 9784088616469
7. （1994年4月発売）ISBN 9784088616476
8. （1994年8月発売）ISBN 9784088616483
9. （1994年12月発売）ISBN 9784088616490
10. （1995年4月発売）ISBN 9784088616506
11. （1995年8月発売）ISBN 9784088753713
12. （1995年12月発売）ISBN 9784088753720
13. （1996年4月発売）ISBN 9784088753737
14. （1996年8月発売）ISBN 9784088753744
15. （1996年12月発売）ISBN 9784088753751
16. （1997年4月発売）ISBN 9784088753768
17. （1997年9月発売）ISBN 9784088755656
18. （1997年11月発売）ISBN 9784088755885

### なつきクライシス/なつきにノックアウト編
集英社ジャンプリミックスより2001年に発行されたコンビニコミック。内容は、以下の通り旧作のエピソードを抜粋再録、コラムなどを追加したもの。
1. （2001年8月10日第1刷発行）ISBN 9784081060696‐単行本第1巻よりクラッシュ1 - 2、4 - 7を収録。
2. （2001年9月10日第1刷発行）ISBN 9784081060757‐単行本第2巻よりクラッシュ8 - 13を収録。
3. （2001年9月24日第1刷発行）ISBN 9784081060818‐単行本第3巻よりクラッシュ14 - 18を収録。
4. （2001年10月6日第1刷発行）ISBN 9784081060870‐神取との決戦を描くAction12 - 16及びAction17前半を収録。
5. （2001年10月20日第1刷発行）ISBN 9784081060931‐神取との決着を描くAction17後半、優香の父が経営するハンバーガーショップを舞台とするAction11、剛柔高学園祭プロレスタッグマッチを描くAction21 - 25を収録。

## なつきクライシス (OVA)
OVA『なつきクライシス』は、上記漫画作品（主に『ベアーズクラブ』連載時の物語）を原作とし1994年にマッドハウスが制作、キングレコードが発売したアニメーション作品である。VHSとレーザーディスクを媒体として、それぞれ全2巻が発売された。

### 登場人物/配役
- 貴澄夏生 - 折笠愛
- 高岡里奈 - 永島由子
- 柳澤雅昭 - 小杉十郎太
- 本堂尚弥 - 菊池正美
- 氷室狂太郎 - 関俊彦
- 神取あきら - 鶴ひろみ
- 佐竹聡行 - 松本保典
- 小橋健太 - 高木渉
- 楼部治程 - 結城比呂
- 武藤慶司 - 関智一
- 大剛鉄男 - 千葉繁

### スタッフ
- 監督 - 千明孝一（第1巻）、坂田純一（第2巻）
- 脚本 - 関島眞頼
- キャラクターデザイン・作画監督 - 藤川太、島村秀一（第2巻のみ）
- 美術監督 - 大野広司
- 撮影監督 - 山口仁
- 音楽 - 茂村泰彦
- 音響監督 - 本田保則
- プロデューサー - 丸山正雄、高江勇次
- アニメーション制作 - マッドハウス
- 製作 - 集英社

### 各話タイトル
※VHS、LD共に発売元はキングレコード。
1. 「CLASH-1 貴澄なつきvs高岡リナ」（1994年2月23日発売、30分） ASIN B000064KWX(VHS)、ASIN B00005KYK9(LD)
2. 「CLASH-2 貴澄なつきvs神取あきら」（1994年4月21日発売、30分） ASIN B000064KWY(VHS)、ASIN B00005KYKA(LD)

### CD
シングル「Find a friend in me」
歌：Seraphim.（第1話主題歌「Standing on my chance」）、三松亜美（第2話主題歌「Find a friend in me」）
作詞：木本慶子、作曲：茂村泰彦
キングレコード、1994年1月21日発売ASIN B00005MVBZ
アルバム「CLASH EX.〜mighty sound」
キングレコード、1994年3月24日発売ASIN B00005MUO6

## なつきクライシスバトル
『なつきクライシスバトル』は、上記漫画作品を原作とし1995年4月21日に株式会社エンジェルより発売されたスーパーファミコン用対戦型格闘ゲームである。
主にベアーズクラブ連載時の物語を追う「ストーリーモード」と人やコンピュータと対戦する「VSモード」の他、次々に現れるコンピュータキャラクターと対戦する「百人組手モード」を搭載、さらにキャラクターの技を任意に組み合わせてオリジナルの連続技の設定もできる。

### 登場人物/配役
- 貴澄なつき - 折笠愛
- 高岡リナ - 宮村優子
- 神取あきら - 真柴摩利
- 柳澤雅昭 - 古田信幸
- 本堂尚弥 - 飛田展男
- 遠藤攻吉朗 - 古澤徹
- 鍋島美我郎 - 巻島直樹
- 鍋島次男 - 成田剣